# Македония (1922)
Вижте пояснителната страница за други значения на Македония.
„Македония“ с подзаглавия Политическо, научно и литературно списание, е българско месечно списание, излизало в периода 25 януари – 30 декември 1922 година.
Издавано е от редакционен комитет, в който влизат Георги Баждаров, Йордан Бадев, Наум Томалевски и Кирил Пърличев. Списанието се набира в софийската печатница „Витоша“ и в печатницата на Петър Глушков. Излизат общо 10 броя. Съдържа различни теми свързани с македонското революционно движение, географията, етнографията, историята на Македония и други теми, свързани с Македонския въпрос. За списването на списанието има влияние на Задграничното представителство на ВМРО. В списанието пишат и Никола Милев, Георги Кулишев, Владимир Руменов, Георги Трайчев и Анастас Иширков.